# 2022年曼谷市長選舉
第十一届曼谷市长选举于2022年5月22日举行，是繼2013年以来的初次选举 。這次有31人競選曼谷市長，創下紀錄。由于2014年政变後，地方選舉遭取消，先前的市長則由政府任命 。

## 投票結果
獨立候選人查察·西提潘以壓倒性優勢贏得選舉。據非官方結果顯示，獨立候選人查猜·西提潘 （Chadchart Sittipunt）以壓倒性優勢贏得了選舉，他獲得1,386,215張選票，佔選民人數51.8%，得票是眾多候選人中最高的。